# Simplicillium lamellicola
Simplicillium lamellicola är en svampart som först beskrevs av F.E.V. Sm., och fick sitt nu gällande namn av Zare & W. Gams 2001. Simplicillium lamellicola ingår i släktet Simplicillium och familjen Cordycipitaceae.   Inga underarter finns listade i Catalogue of Life.